# Rivière Thompson (lac De Montigny)
Pour les articles homonymes, voir Thompson et Rivière Thompson.
La rivière Thompson est une passe entre le lac Lemoine en amont et le lac De Montigny en aval située à Val-d'Or au Québec (Canada).
Les activités récréotouristiques constituent la première activité économique du secteur, notamment la navigation de plaisance sur les lacs De Montigny, Blouin et le lac Lemoine.Ce détroit comporte notamment une marina (au sud du détroit) et une base d'hydravion (au milieu du détroit). En sus, un pont ferroviaire et un pont routier enjambent ce détroit qui est situé du côté ouest de la ville de Val-d'Or.

## Géographie
Les bassins versants voisins de la rivière Thompson sont:
- côté nord : rivière Harricana, lac De Montigny, rivière Milky;
- côté est : lac Sabourin, rivière Marrias, rivière Sabourin;
- côté sud : lac Lemoine, lac Mourier;
- côté ouest : rivière Piché, lac Fournière[2].

La source de la rivière Thompson est située à l'embouchure du lac Lemoine lequel est surtout alimenté par un détroit (du sud-ouest) le reliant au lac Mourier.
À partir de sa source, la rivière Thompson coule sur 4,9 km vers le nord formant un détroit navigable et recueille les eaux de la rivière Piché (venant de l'ouest).
La rivière Thompson se déverse sur la rive sud du lac De Montigny à:
- 20,2 km au sud-est de la décharge de la rivière Harricana dans le lac Malartic;
- 7,8 km au sud de l'embouchure du lac De Montigny;
- 5,8 km à l'ouest du centre-ville de Val-d'Or;
- 10,2 km au nord-est du Lac Fournière;
- 1,8 km au nord de Rivière-Thompson[2].

## Toponymie
Le toponyme « rivière Thompson » a été officialisé le 21 décembre 1982.